# Форж (Морбијан)
Форж (фр. Forges) насеље је и општина у северозападној Француској у региону Бретања, у департману Морбијан која припада префектури Понтиви.
По подацима из 2011. године у општини је живело 391 становника, а густина насељености је износила 7,44 становника/km². Општина се простире на површини од 52,53 km². Налази се на средњој надморској висини од 55 метара (максималној 123 m, а минималној 40 m).

## Демографија
| 1962. | 1968. | 1975. | 1982. | 1990. | 1999. | 2011. |
| ----- | ----- | ----- | ----- | ----- | ----- | ----- |
| 583   | 656   | 626   | 553   | 566   | 479   | 391   |

График промене броја становника у току последњих година